# Athens RFC
Athens Rugby union Football Club, ou plus simplement Athens RFC, est un club de rugby à XV grec évoluant en 2012-2013 en Championnat de Grèce de rugby à XV, soit le plus haut niveau national grec de rugby à XV. Il est basé à Athènes.
À ne pas confondre avec Athens Spartans Rugby Football Club l'autre club d'Athènes.

## Histoire
Le club est créé en novembre 2004 par sept Grecs. La même année, la fédération grecque de rugby à XV naît et une compétition nationale est créée. Athens RFC a remporté les trois derniers titres.
Le club a terminé premier de la phase de championnat. En demi-finale, le 22 mars 2009, Athens a rencontré et battu Iraklis 31 - 3, se qualifiant pour la finale disputée le 29 mars. Lors de la finale disputée le 29 mars, Athens RFC s'impose 22-18 contre les Attica Springboks RFC à Glyka Nera dans une rencontre disputée et où sept essais ont été inscrits.

## Palmarès
- Championnat de Grèce
  - Champion : 2005-2006, 2006-2007, 2007-2008, 2008-2009, 2009-10, 2010-11

## Effectif 2008-2009
- Giorgos Synetos (ailier)
- Filippos Sotiriadis (centre)